# Női kajak egyes 500 méter a 2012. évi nyári olimpiai játékokon
A 2012. évi nyári olimpiai játékokon a kajak-kenu női kajak egyes 500 méteres versenyszámát augusztus 7. és 9. között rendezték Eton Dorney-ben. A versenyt a Magyarországot képviselő Kozák Danuta nyerte meg.

## Versenynaptár
Az időpontok helyi idő szerint, zárójelben magyar idő szerint olvashatóak.
| Dátum                         | Időpont       | Forduló  |
| ----------------------------- | ------------- | -------- |
| 2012. augusztus 7., kedd      | 10:07 (11:07) | Előfutam |
| 2012. augusztus 7., kedd      | 11:16 (12:16) | Elődöntő |
| 2012. augusztus 9., csütörtök | 10:08 (11:08) | Döntő    |

## Eredmények
Az időeredmények másodpercben értendők. A rövidítések jelentése a következő:
- Q: továbbjutás helyezés alapján
- QA: továbbjutás az A-döntőbe helyezés alapján
- qA: továbbjutás az A-döntőbe időeredmény alapján
- QB: továbbjutás a B-döntőbe helyezés alapján
- qB: továbbjutás a B-döntőbe időeredmény alapján

### Előfutamok
Az előfutamokból az első hat helyezett jutott az elődöntőbe.
| Helyezés | Név                    | Nemzet                        | Idő      | Mj       |
| 1. futam | 1. futam               | 1. futam                      | 1. futam | 1. futam |
| -------- | ---------------------- | ----------------------------- | -------- | -------- |
| 1.       | Anne Rikala            | Finnország (FIN)              | 1:52,641 | Q        |
| 2.       | Henriette Hansen       | Dánia (DEN)                   | 1:52,650 | Q        |
| 3.       | Katrin Wagner-Augustin | Németország (GER)             | 1:53,438 | Q        |
| 4.       | Carrie Johnson         | Egyesült Államok (USA)        | 1:53,983 | Q        |
| 5.       | Darisleydis Amador     | Kuba (CUB)                    | 1:56,038 | Q        |
| 6.       | Teneale Hatton         | Új-Zéland (NZL)               | 1:56,741 | Q        |
| 7.       | Arezoo Hakimi          | Irán (IRI)                    | 1:58,598 |          |
| 2. futam |                        |                               |          |          |
| 1.       | Kozák Danuta           | Magyarország (HUN)            | 1:52,828 | Q        |
| 2.       | Bridgette Hartley      | Dél-afrikai Köztársaság (RSA) | 1:53,051 | Q        |
| 3.       | Josefa Idem            | Olaszország (ITA)             | 1:55,619 | Q        |
| 4.       | Juliana Szalahova      | Oroszország (RUS)             | 1:56,621 | Q        |
| 5.       | Émilie Fournel         | Kanada (CAN)                  | 1:58,740 | Q        |
| 6.       | Marharita Ciskevics    | Fehéroroszország (BLR)        | 2:01,216 | Q        |
| 3. futam |                        |                               |          |          |
| 1.       | Sofia Paldanius        | Svédország (SWE)              | 1:51,212 | Q        |
| 2.       | Teresa Portela         | Portugália (POR)              | 1:51,887 | Q        |
| 3.       | Aneta Konieczna        | Lengyelország (POL)           | 1:52,069 | Q        |
| 4.       | Inna Oszipenko         | Ukrajna (UKR)                 | 1:52,268 | Q        |
| 5.       | Mira Verås Larsen      | Norvégia (NOR)                | 1:55,923 | Q        |
| 6.       | Yulia Borzova          | Üzbegisztán (UZB)             | 2:03,893 | Q        |
| 4. futam |                        |                               |          |          |
| 1.       | Rachel Cawthorn        | Nagy-Britannia (GBR)          | 1:53,491 | Q        |
| 2.       | Alana Nicholls         | Ausztrália (AUS)              | 1:53,823 | Q        |
| 3.       | Natalya Sergeyeva      | Kazahsztán (KAZ)              | 1:54,445 | Q        |
| 4.       | Geraldine Lee Wei Ling | Szingapúr (SIN)               | 2:01,037 | Q        |
| 5.       | Špela Ponomarenko      | Szlovénia (SLO)               | 2:01,520 | Q        |
| 6.       | Afef Ben Ismail        | Tunézia (TUN)                 | 2:07,705 | Q        |

### Elődöntők
Az első két helyezett, valamint a legjobb időt elérő harmadik versenyző jutott az A-döntőbe. A két másik harmadik helyezett, valamint a negyedikek, ötödikek és legjobb időt elérő hatodik versenyző a B-döntőbe került.
| Helyezés | Név                    | Nemzet                        | Idő      | Mj       |
| 1. futam | 1. futam               | 1. futam                      | 1. futam | 1. futam |
| -------- | ---------------------- | ----------------------------- | -------- | -------- |
| 1.       | Bridgette Hartley      | Dél-afrikai Köztársaság (RSA) | 1:51,286 | QA       |
| 2.       | Inna Oszipenko         | Ukrajna (UKR)                 | 1:51,515 | QA       |
| 3.       | Anne Rikala            | Finnország (FIN)              | 1:51,852 | qA       |
| 4.       | Aneta Konieczna        | Lengyelország (POL)           | 1:52,193 | QB       |
| 5.       | Alana Nicholls         | Ausztrália (AUS)              | 1:52,224 | QB       |
| 6.       | Émilie Fournel         | Kanada (CAN)                  | 1:54,120 | qB       |
| 7.       | Darisleydis Amador     | Kuba (CUB)                    | 1:58,762 |          |
| 8.       | Afef Ben Ismail        | Tunézia (TUN)                 | 2:15,362 |          |
| 2. futam |                        |                               |          |          |
| 1.       | Kozák Danuta           | Magyarország (HUN)            | 1:50,469 | QA       |
| 2.       | Henriette Hansen       | Dánia (DEN)                   | 1:51,929 | QA       |
| 3.       | Sofia Paldanius        | Svédország (SWE)              | 1:51,945 | qA       |
| 4.       | Natalya Sergeyeva      | Kazahsztán (KAZ)              | 1:53,888 | QB       |
| 5.       | Teneale Hatton         | Új-Zéland (NZL)               | 1:54,504 | QB       |
| 6.       | Mira Verås Larsen      | Norvégia (NOR)                | 1:57,354 |          |
| 7.       | Geraldine Lee Wei Ling | Szingapúr (SIN)               | 2:01,516 |          |
| –        | Marharita Ciskevics    | Fehéroroszország (BLR)        | kizárták |          |
| 3. futam |                        |                               |          |          |
| 1.       | Josefa Idem            | Olaszország (ITA)             | 1:52,232 | QA       |
| 2.       | Rachel Cawthorn        | Nagy-Britannia (GBR)          | 1:52,542 | QA       |
| 3.       | Teresa Portela         | Portugália (POR)              | 1:53,064 | QB       |
| 4.       | Katrin Wagner-Augustin | Németország (GER)             | 1:53,241 | QB       |
| 5.       | Špela Ponomarenko      | Szlovénia (SLO)               | 1:53,341 | QB       |
| 6.       | Carrie Johnson         | Egyesült Államok (USA)        | 1:54,628 |          |
| 7.       | Juliana Szalahova      | Oroszország (RUS)             | 1:57,761 |          |
| 8.       | Yulia Borzova          | Üzbegisztán (UZB)             | 2:00,584 |          |

### Döntők

#### B-döntő
| Helyezés | Név                    | Nemzet              | Idő      |
| -------- | ---------------------- | ------------------- | -------- |
| 1.       | Katrin Wagner-Augustin | Németország (GER)   | 1:52,402 |
| 2.       | Aneta Konieczna        | Lengyelország (POL) | 1:53,356 |
| 3.       | Teresa Portela         | Portugália (POR)    | 1:53,597 |
| 4.       | Špela Ponomarenko      | Szlovénia (SLO)     | 1:53,718 |
| 5.       | Natalya Sergeyeva      | Kazahsztán (KAZ)    | 1:54,707 |
| 6.       | Émilie Fournel         | Kanada (CAN)        | 1:56,058 |
| 7.       | Teneale Hatton         | Új-Zéland (NZL)     | 1:56,103 |
| 8.       | Alana Nicholls         | Ausztrália (AUS)    | 1:59,033 |

#### A-döntő
| Helyezés | Név               | Nemzet                        | Idő      |
| -------- | ----------------- | ----------------------------- | -------- |
| Arany    | Kozák Danuta      | Magyarország (HUN)            | 1:51,456 |
| Ezüst    | Inna Oszipenko    | Ukrajna (UKR)                 | 1:52,685 |
| Bronz    | Bridgette Hartley | Dél-afrikai Köztársaság (RSA) | 1:52,923 |
| 4.       | Sofia Paldanius   | Svédország (SWE)              | 1:53,197 |
| 5.       | Josefa Idem       | Olaszország (ITA)             | 1:53,223 |
| 6.       | Rachel Cawthorn   | Nagy-Britannia (GBR)          | 1:53,345 |
| 7.       | Henriette Hansen  | Dánia (DEN)                   | 1:54,110 |
| 8.       | Anne Rikala       | Finnország (FIN)              | 1:54,333 |